# 吉隆坡的眼泪
吉隆坡的眼泪是马来西亚歌手比·南利创作的歌曲。这首歌由比南利的第三任妻子、有“亚洲玛丽莲梦露”之称的莎罗马演唱。
比南利本打算将这首歌用在他要指导的一部同名电影中，而这部电影将是他职业生涯中的第一部彩色电影，但在电影拍摄之前比南利就去世了。1974年，该曲的莎罗马演唱版作为专辑的主打歌发行。

## 歌词含义
该曲的歌词描述了那些阴郁的日子以及不快乐和绝望的感觉。。这首歌的创作背景为比南利于1964年从新加坡回到吉隆坡后未能在电影事业实现自己的梦想而感到失望和悲伤。歌词“Istana ku bina menjadi pusara”（我在宫殿外建造了一座坟墓）描述了当时他的失败感，另一句歌词“Jiwaku merayau utara dan selatan”（我的灵魂徘徊在北方和南方）则是表达他想知道是该北上回到他的出生地槟城，还是南下到新加坡。这首歌在比南利去世后，由他的妻子莎罗马演唱。

## 翻唱
许多歌手都曾翻唱过该曲，其中包括Liza Hanim、茜蒂·諾哈麗莎、艾莎等人。